# 阿尔贝森
阿尔贝森是德国莱茵兰-普法尔茨州的一个市镇。总面积4.43平方公里，总人口158人，其中男性85人，女性73人（2011年12月31日），人口密度36人/平方公里。